# Wurzelgraph
In der Graphentheorie ist ein Wurzelgraph oder gewurzelter Graph {\displaystyle (G,o)} ein Graph {\displaystyle G}, in dem ein Knoten {\displaystyle o} (die Wurzel) ausgezeichnet worden ist.

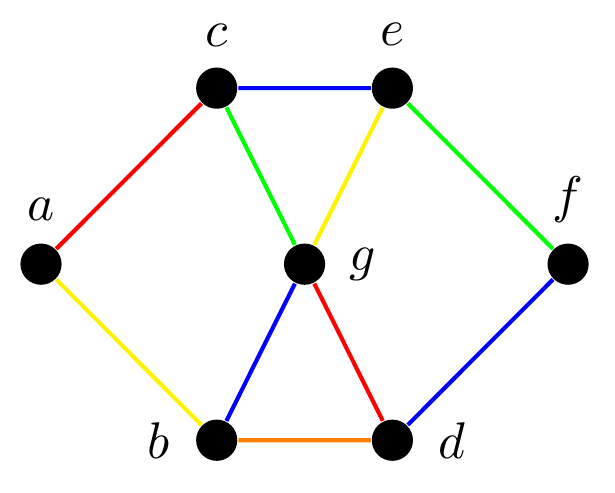
Graph mit Knoten

Zwei Wurzelgraphen {\displaystyle (G_{1},o_{1})} und {\displaystyle (G_{2},o_{2})} sind isomorph zueinander, wenn es einen Isomorphismus {\displaystyle G_{1}\to G_{2}} gibt, der {\displaystyle o_{1}} auf {\displaystyle o_{2}} abbildet.
Beispiel: Im Bild rechts sind die Wurzelgraphen {\displaystyle (G,b),(G,c),(G,d),(G,e)} isomorph zueinander, aber nicht zu den anderen Wurzelgraphen. {\displaystyle (G,a)} und {\displaystyle (G,f)} sind ebenfalls isomorph zueinander. {\displaystyle (G,g)} ist zu keinem der anderen Wurzelgraphen isomorph.

## Einzelnachweis
1. ↑  Peter Tittmann: Einführung in die Kombinatorik. 2014, ISBN 978-3-642-54588-7, S. 210, doi:10.1007/978-3-642-54589-4 (springer.com [abgerufen am 10. Mai 2018]).